# 20 Mule Team
20 Mule Team (també coneguda com Twenty Mule Team) és una pel·lícula de western estatunidenca de 1940, sobre uns miners de bòrax a la Vall de la Mort, dirigida per Richard Thorpe i protagonitzada per Wallace Beery, Marjorie Rambeau i Anne Baxter.
La pel·lícula ofereix una oportunitat extremadament rara de veure a Beery actuar al costat del seu nebot Noah Beery Jr., més conegut per interpretar a Joseph "Rocky" Rockford a la sèrie de televisió The Rockford Files protagonitzada per James Garner durant la dècada de 1970. La pel·lícula es va estrenar originalment en virat, un procés en marró i blanc utilitzat per l'estudi l'any anterior per a les escenes de Kansas a El màgic d'Oz.

## Repartiment
- Wallace Beery: Skinner Bill
- Leo Carrillo: Piute Pete
- Marjorie Rambeau: Josie Johnson
- Anne Baxter: Joan Johnson
- Douglas Fowley: Stag Roper
- Noah Beery Jr.: Mitch
- Arthur Hohl: Salters
- Clem Bevans: Chuckawalla
- Charles Halton: Henry Adams
- Minor Watson: Marshal